# Wohnhaus Kirchenpauerstraße 27
Das Wohnhaus Kirchenpauerstraße 27 in der niedersächsischen Kreisstadt Cuxhaven im Landkreis Cuxhaven stammt vom Anfang des 20. Jahrhunderts. Aktuell (2024) wird es für Wohnungen genutzt.
Das Gebäude in der Gruppe Wohnhäuser südlich der Schillerstraße steht unter Denkmalschutz (siehe auch Liste der Baudenkmale in Cuxhaven).

## Geschichte und Beschreibung
Große Teile der Stadterweiterung um 1900 südlich der Schillerstraße sind gut erhalten, viele im originalen Erscheinungsbild. Dazu gehören ein- bis dreigeschossige Wohnhäuser im Bereich Am Grünen Weg, Schillerplatz, Grandauerstraße und Kirchenpauerstraße. Sie stammen von verschiedenen namhaften Cuxhavener Architekten wie Rudolph Glocke, John Polack und Richard Alberts, welche die historisierenden Fassaden in den Formen des Barocks, des französischen Rokokos und des Jugendstils entwarfen. Zurückhaltender sind die zwei- und dreigeschossigen, zwischen 1904 und 1908 entstandenen Häuser an der Reinekestraße mit historisierender Ornamentik im floralen Jugendstil.
Das zweigeschossige traufständige verputzte und verklinkerte Gebäude auf Keller mit Mansarddach mit reich dekorierten Gauben wurde 1905 nach Plänen von John Polack gebaut. Die straßenseitige backsteinsichtige vierachsige Schmuckfassade wurde aufwändig gestaltet mit Putz an den Rahmungen der bogigen Fenster, den Gesimsen an der Traufe und unter den Fenstern im EG und OG, den Ecken und den Lisenen. Der verputzte Eingang mit Medaillon und betonten Fenstern ist seitlich in einer zurückgesetzten Achse.
Das Landesdenkmalamt befand u. a.: „… Zeugnis- und Schauwert im Hinblick auf die geschichtliche, künstlerische und städtebauliche Bedeutung … .“